# خان تنگری
خان تنگری که به معنی «شاه آسمان» است،  قله‌ای در رشته‌کوه تیان شان واقع در آسیای مرکزی است که در محل تقاطع مرزهای قزاقستان، قرقیزستان و ناحیهٔ خودمختار سین‌کیانگ چین قرار دارد. این کوه در عین حال بلندترین نقطه در کشور قزاقستان است. از دیدگاه آناتولی بوکریف، کوهنورد روس‌تبار قزاقستانی این قله به دلیل متقارن‌بودنش و یال‌های هندسی آن شاید زیباترین قلهٔ جهان باشد.

## مشخصات
کوه خان تنگری در گوشهٔ جنوب شرقی قزاقستان در مرز این کشور با قرقیزستان و چین در کوه‌های تیان شان قرار دارد و بلندترین نقطه در قزاقستان شناخته می‌شود.  نام این قلهٔ هرمی‌شکل بزرگ و مرمرین برگرفته از نام تنگری به معنی خدای آسمان‌ها است و از آن‌جا که دیواره‌های صخره‌ای مرمری آن به هنگام غروب آفتاب به رنگ قرمز در می‌آید به آن در قرقیزستان کان توغ به معنای «کوه خون» نیز لقب داده‌اند.
خان تنگری در منطقه‌ای کاملاً یخچالی قرار دارد  و جریان‌های شمالی و جنوبی یخچال اینیلچک، یکی از بزرگترین یخچال‌های جهان، بخش‌های شمالی و جنوبی کوه را در بر می‌گیرد.  همچنین یخچال کالاگیوری به طول ۳۶ کیلومتر واقع در پایین و شرق قلهٔ خان تنگری، بزرگترین یخچال شناخته‌شده در چین است. 
کوه خان تنگری با ۶٬۹۹۵ تا ۷۰۱۰ متر ارتفاع تا پیش از اندازه‌گیری کوه جنگش چاقوسو در ۱۶ کیلومتری جنوب آن توسط کاشفان اتحاد جماهیر شوروی در دههٔ ۱۹۴۰ و ثبت ارتفاع ۷٬۴۳۹ متر برای آن، بلندترین قله در رشته‌کوه تیان شان شناخته می‌شد.  

## ارتفاع
ارتفاع قلهٔ خان تنگری را نخست ۷٬۱۹۳ متر اندازه‌گیری کرده بودند اما در بررسی‌های بعدی آن را به ۶٬۹۹۵ متر کاهش دادند. اما در منابع منتشرشده در خود منطقه، ارتفاع این کوه ۷۰۱۰ متر ذکر شده‌است و دلیل آن را وجود تاجی یخی بر بلندای قله می‌دانند که ارتفاع آن را به بالای ۷۰۰۰ متر می‌رساند. پذیرش این موضوع، خان تنگری را شمالی‌ترین قلهٔ بالای ۷۰۰۰ متر زمین می‌سازد، در غیر این صورت، جنگیش چوکوسو این عنوان را خواهد گرفت. 
از سوی دیگر خان تنگری یکی از قله‌های مورد قبول در جایزه پلنگ برفی است که به کسی که هر ۵ قلهٔ بالای ۷۰۰۰ متر در شوروی سابق را صعود نماید داده می‌شود. 

## صعود

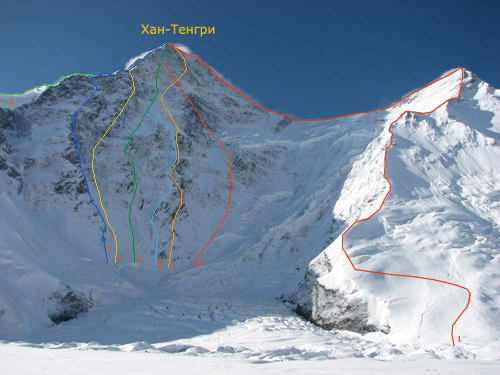
نمای شمالی کوه خان تنگری

گوتفرید مرتزباخر، سیاح اتریشی، نخستین کوهنوردی بود که در آغازه سدهٔ بیستم تلاش نمود تا خان تنگری را صعود کند اما موفقیتی در این زمینه به دست نیاورد. اما نخستین صعود موفقیت‌آمیز به این قله در سال ۱۹۳۱ و توسط گروهی اوکراینی به سرپرستی میخائیل پوگربتسکی روی داد و آنان موفق به فتح خان تنگری شدند. مهری جعفری اولین زن ایرانی است که توانسته‌بود این قله را (به صورت انفرادی) صعود کند، که این امر از نظر فنی توانایی بسیار بالایی نیاز دارد.